# Juan I de Zamora
Juan fou un religiós asturlleonés, que fou bisbe de Zamora entre els anys 916 i c.924, després de sant Atilà.
Gil González Dávila diu que Juan vivia els anys 910 i 916 sense esmentar si aquestes són dates de mandat. Segons les fonts consultades d'Enrique Flórez, Juan apareix en les escriptures del rei Ordoni I de Galícia, conservades a la catedral de Lleó, entre els anys 916 i 917, que són signades per diversos bisbes, entre ells el de Zamora. Segons aquest autor, ocupà el càrrec deu anys, perquè una de les seves darreres aparicions documentals és del 926, on apareix com «Joannes Episcopus Numantiae sedis»; en aquella època Zamora encara s'identificava amb l'antiga Numància.
No obstant això, la cronologia de Juan dona problemes, en tant que, malgrat que Flórez creia que el successor Dulcidio esdevingué bisbe a partir del 926, quan segons José María Monsalvo les primeres aparicions documentals de Dulcidio al bisbat de Zamora són, de fet, de l'any 924, data al voltant de la qual havia estat alliberat pels musulmans, car portava captiu des d'almenys l'any 920.
Flórez també esmenta que, en aquesta època s'havia documentat un bisbe anomenat Diego, que en realitat havia estat bisbe de Coïmbra.